# Sick Love
"Sick Love" é o terceiro single do álbum The Getaway da banda Red Hot Chili Peppers. Elton John atua na música que também foi co-escrita por Elton e seu colaborador de longa data Bernie Taupin.
O clipe foi dirigido por Beth Jeans Hougton, ilustrado por Joseph Brett e Beth Jeans Hougton e produzido por Devin Sarno.

## Créditos
- Flea – baixo
- Anthony Kiedis – vocal
- Josh Klinghoffer – guitarra, backing vocals
- Chad Smith – bateria

## Músicos adicionais
- Elton John - piano
- Mauro Refosco - percurssão
- Brian ‘Danger Mouse’ Burton -  sintetizadores